# Tomomi Miyamoto
Pour les articles homonymes, voir Miyamoto.
Tomomi Miyamoto (宮本 ともみ, Miyamoto Tomomi), née le 31 décembre 1978, est une joueuse internationale de football japonaise.

## Biographie
Le 8 juin 1997, elle fait ses débuts dans l'équipe nationale japonaise contre la Chine. Elle participe à la Coupe du monde 1999, 2003, 2007 et Jeux olympiques d'été 2004. Elle compte 77 sélections et 13 buts en équipe nationale du Japon de 1997 à 2007.

## Statistiques
Le tableau ci-dessous présente les statistiques de Tomomi Miyamoto en équipe nationale
| Équipe du Japon | Équipe du Japon | Équipe du Japon |
| Année           | Matchs          | Buts            |
| --------------- | --------------- | --------------- |
| 1997            | 6               | 2               |
| 1998            | 10              | 1               |
| 1999            | 14              | 2               |
| 2000            | 0               | 0               |
| 2001            | 0               | 0               |
| 2002            | 7               | 1               |
| 2003            | 14              | 3               |
| 2004            | 9               | 2               |
| 2005            | 0               | 0               |
| 2006            | 1               | 0               |
| 2007            | 16              | 2               |
| Total           | 77              | 13              |

## Palmarès
- Troisième de la Coupe d'Asie 1997